# Днёвка
Днёвка — вышедший из употребления военный термин, который обозначал суточный перерыв при пешем движении войсковых частей во время совершения длительных маршей. Как правило, при нормальном марше днёвки назначались через три или четыре перехода, а если марш был форсированным — после двух или трёх суточных переходов для отдыха живой силы, ремонта машин и обслуживания техники.
В советских вооружённых силах в связи с резким ростом мобильности войск в конце 1960-х годов совершение маршей стало практиковаться на большие расстояния и вместо днёвок войскам на марше давался дневной (ночной) или суточный отдых. В современных условиях, когда при переброске войск широко задействуется автотранспорт, необходимость в назначении днёвок значительно уменьшилась.